# Diego Romanelli
Diego Ribeiro Romanelli (ur. 23 marca 1991) – brazylijski zapaśnik walczący w stylu klasycznym. Zajął czternaste miejsce na mistrzostwach świata w 2015. Srebrny medalista na mistrzostwach panamerykańskich w 2013. Trzeci na igrzyskach Ameryki Południowej w 2014. Wicemistrz Ameryki Południowej w 2017, a trzeci w 2012. Szesnasty na igrzyskach wojskowych w 2019 roku.